# Kopassus
Il Kopassus o KOPASSUS, acronimo per Komando Pasukan Khusus (letteralmente "Comando Forze Speciali" in lingua indonesiana) è l'unità di forze speciali dell'Esercito dell'Indonesia.
Fondato nell'aprile 1952, attraverso vari cambi di designazione e composizione il reparto ha partecipato a tutti i principali eventi bellici dell'Indonesia, sia esterni che interni: nel 1962 l'unità operò nel corso dell'operazione Trikora contro gli olandesi nella Nuova Guinea Occidentale, tra il 1963 e il 1966 prese parte al confronto tra Indonesia e Malaysia mentre nel 1975 guidò l'invasione indonesiana di Timor Est. Più volte impiegato come forza di repressione contro movimenti secessionisti, ammutinati e dissidenti interni, dal 1965 il Kopassus fu strumento del regime dittatoriale del generale Suharto, rendendosi responsabile di ripetute violazioni dei diritti umani e di arresti e omicidi di oppositori politici del dittatore fino alla sua caduta nel 1998. Da allora l'unità è stata riorganizzata e riaddestrata per rispettare i principi del diritto internazionale, sebbene casi di abusi attribuiti a membri del reparto si siano verificati anche successivamente.
L'unità è oggi strutturata su due gruppi di commando paracadutisti, un gruppo per operazioni clandestine e di intelligence, un distaccamento anti-terrorismo specializzato nella liberazione ostaggi e una scuola di addestramento.

## Storia

### Fondazione e prime operazioni

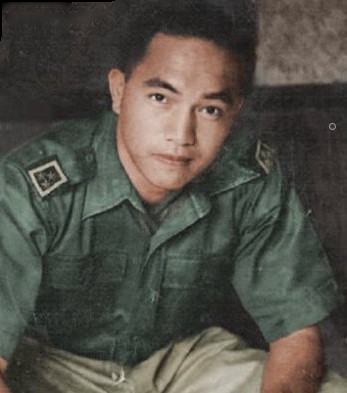
Il colonnello Alexander Evert Kawilarang, fondatore delle forze speciali dell'Esercito indonesiano

Dopo il conseguimento della indipendenza dell'Indonesia nel 1949, il nuovo esercito nazionale indonesiano avviò la creazione di un reparto per operazioni speciali nell'aprile 1952, aprendo una scuola di addestramento a Batujajar vicino Bandung a Giava e reclutando i primi volontari dalle unità assegnate alla Divisione Siliwangi (il distretto militare responsabile della regione di Giava Occidentale); la creazione dell'unità fu favorita dalle difficoltà incontrate dalle truppe regolari indonesiani nella repressione degli sfuggenti guerriglieri della Repubblica delle Molucche del Sud, appoggiati da ex membri delle forze speciali olandesi. Il colonnello Alexander Evert Kawilarang, un veterano della guerriglia indonesiana contro gli olandesi, fu il fondatore nonché primo comandante della nuova unità; il maggiore Mochammad Idjon Djanbi, un ex membro delle forze speciali olandesi rimasto a vivere in Indonesia, fu determinante nel fornire l'addestramento di base della nuova unità. Dopo un anno il reparto, noto come Korps Komando Angalan Darat o KKAD (letteralmente "Corpo commando dell'Esercito"), passò dalla direzione della Divisione Siliwangi al controllo diretto dello stato maggiore dell'Esercito indonesiano; nel 1955 la designazione dell'unità fu cambiata in Regimen Pasukam Komando Angatan Darat o RPKAD ("Reggimento commando dell'Esercito").
Nel novembre 1956 l'unità iniziò a essere coinvolta nelle questioni politiche interne, quando il suo nuovo comandante si espresse a favore di un progetto di colpo di Stato di elementi delle forze armate contro il governo del presidente Sukarno: il reggimento mosse da Batujajar a Giacarta, ma quando la cospirazione fallì di realizzarsi un ammutinamento tra i sottufficiali dell'unità portò all'arresto del comandante e al ripristino dell'autorità governativa sul RPKAD. Dopo lo scoppio di sommosse militari a Sumatra contro l'autorità di Sukarno, il 12 marzo 1958 circa 600 uomini dell'unità furono paracadutati a Pekanbaru nel centro dell'isola, impossessandosi rapidamente della città e guidando la successiva repressione delle sommosse. Nel 1959 la designazione dell'unità fu cambiata ancora in Regimen Para-Komando Angatan Darat o RPKAD ("Reggimento Para-Commando dell'Esercito").

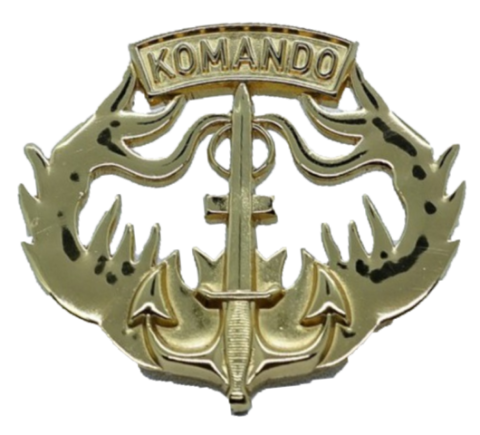
Il brevetto da commando del Kopassus

Nel 1962 il reggimento fu impiegato negli eventi dell'operazione Trikora, il tentativo indonesiano di organizzare una sollevazione militare per scacciare le forze coloniali olandesi dalla Nuova Guinea Occidentale e favorire la sua annessione all'Indonesia. Tra maggio e giugno 1962 diversi operativi del RPKAD portarono a termine una dozzina di lanci con il paracadute dietro le linee olandesi nelle zone di Fakfak, Merauke e Kaimana, ma l'operazione in sé fu un fallimento: la popolazione locale dimostrò scarsa simpatia per gli indonesiani , e gli incursori dovettero trascorrere la maggior parte del tempo a nascondersi nell'inospitale giungla della Nuova Guinea per sfuggire ai rastrellamenti delle forze olandesi. Ad ogni modo, negoziati diplomatici portarono infine alla cessione della Nuova Guinea Occidentale all'Indonesia nel maggio 1963. Dopo le operazioni in Nuova Guinea, il RPKAD fu espanso fino a contare un organico di tre battaglioni da 600 uomini l'uno: il 1º Battaglione era di stanza nella capitale Giacarta, il 2º Battaglione ad Ambon e il 3º Battaglione a Surakarta. Dall'ottobre 1963 il RPKAD venne coinvolto nel tentativo indonesiano di annettersi le regioni di Sabah e Sarawak nel Borneo, sfociato in un conflitto a bassa intensità tra Indonesia e Malaysia proseguito fino al 1966: inizialmente gli operativi del RPKAD fornirono addestramento agli insorti malesi spalleggiati dall'Indonesia ma in seguito furono impiegati direttamente in missioni di ricognizione e guerriglia oltre il confine, scontrandosi in alcune occasioni con le truppe del Commonwealth delle Nazioni intervenute a sostegno della Malaysia.
Nel frattempo, il 1º ottobre 1965 il reggimento rimase coinvolto negli eventi del tentato colpo di Stato operato da elementi interni alle forze armate solidali con il Partito Comunista Indonesiano (il cosiddetto "Movimento del 30 settembre"): il 2º Battaglione, richiamato a Giacarta per partecipare a una parata, si unì al 1º Battaglione per fronteggiare gli insorti, riconquistando la base aerea di Halim alle porte della capitale e la stazione radio cittadina. Nei giorni seguenti il reggimento partecipò alla sanguinaria repressione del movimento comunista indonesiano e di altri gruppi dissidenti, schiacciando i gruppi di insorti che avevano preso il controllo di Surakarta e Semarang a Giava per poi sorvegliare le sommosse anticomuniste in corso a Bali. Nel marzo 1967 il reggimento appoggiò la destituzione di Sukarno e l'instaurazione di un nuovo regime autoritario sotto il generale Suharto; nei cinque mesi che seguirono, operativi dell'unità furono più volte impiegati nell'arresto e nell'eliminazione di esponenti politici e ufficiali dell'esercito contrari al nuovo regime insediato nel paese.

### Come Kopassandha

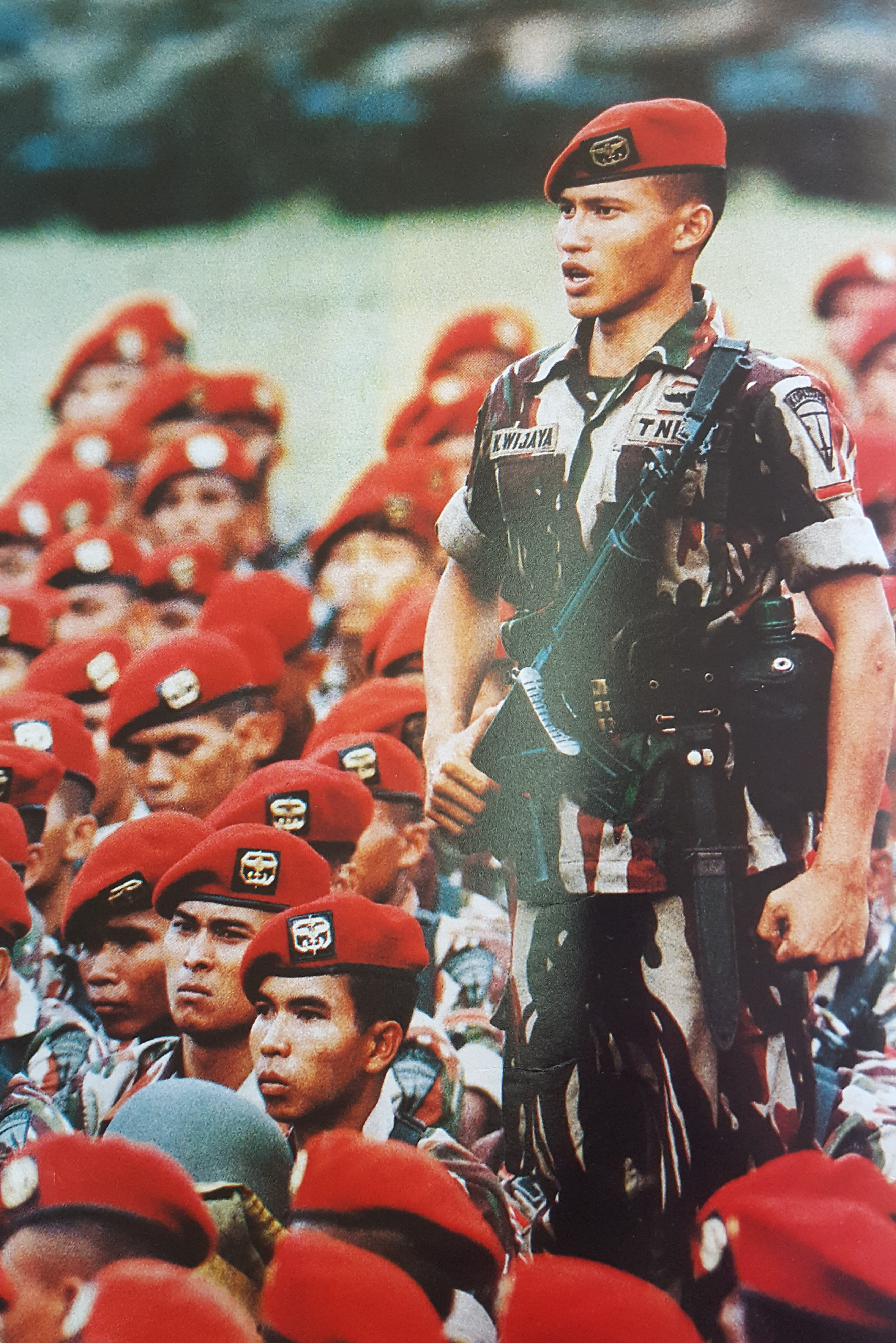
Membri dell'unità fotografati durante un'esercitazione nel 2017

Nel febbraio 1971 l'unità fu espansa nell'organico e riorganizzata, assumendo la designazione di Komando Pasukan Sandhi Yudha o Kopassandha ("Forza strategica non convenzionale"): comandata da un generale di divisione, l'unità fu strutturata su quattro gruppi operativi e un centro di addestramento. Il 1º Gruppo (di base a Giacarta e poi, dal 1980, a Serang) e il 3º Gruppo (prima di base a Surakarta e poi spostato a Ujung Pandang), con un organico di circa 1800 uomini ciascuno, erano unità di commando paracadutisti convenzionali; il 2º Gruppo (di base a Giacarta) e il 4º Gruppo (di base a Surakarta) erano unità più piccole, da 600 uomini l'una, e specificamente addestrate alle operazioni di guerra non convenzionale. La Kopassandha era subordinata al controllo diretto del capo di stato maggiore dell'Esercito indonesiano, e designata come riserva strategica delle forze armate nazionali.
Nel 1974 la Kopassandha iniziò ad addestrare gruppi di ribelli nazionalisti filo-indonesiani per destabilizzare il regime coloniale di Timor portoghese. Quando, nel dicembre 1975, la colonia proclamò la sua indipendenza come Timor Est sotto la direzione del locale movimento indipendentista del FRETILIN, le forze armate indonesiane invasero il nuovo Stato per annetterlo all'Indonesia: i commando del 1º Gruppo del Kopassandha furono paracadutati la mattina del 7 dicembre sulla capitale timorese di Dili, occupando i punti di atterraggio per le successive ondate di truppe aviotrasportate indonesiane nonché le località chiave della città. Negli anni seguenti vari distaccamenti della Kopassandha furono poi impiegati nella repressione del movimento guerrigliero indipendentista timorese (FALINTIL), operando spesso come forze d'assalto elitrasportate; il 31 dicembre 1978 elementi dell'unità parteciparono all'uccisione del leader ribelle timorese Nicolau dos Reis Lobato, presidente del FRETILIN. Tra il 1983 e il 1984 invece altri distaccamenti dell'unità furono impegnati nella Nuova Guinea Occidentale per partecipare al conflitto a bassa intensità nella regione con i membri del locale gruppo armato secessionista (Organasi Papua Merdeka).
Il 28 marzo 1981 un distaccamento del 1º e 4º Gruppo della Kopassandha fu inviato in Thailandia per liberare un aereo di linea della compagnia aerea nazionale indonesiana con 55 passeggeri a bordo, dirottato da terroristi fondamentalisti islamici e costretto ad atterrare all'aeroporto di Bangkok. Nelle prime ore del 31 marzo la squadra di forze speciali indonesiane assaltò l'aereo, uccise i quattro dirottatori a bordo e liberò incolumi tutti i passeggeri, anche se un membro della forza d'assalto e il pilota dell'aereo rimasero feriti a morte nella sparatoria.

### Come Kopassus

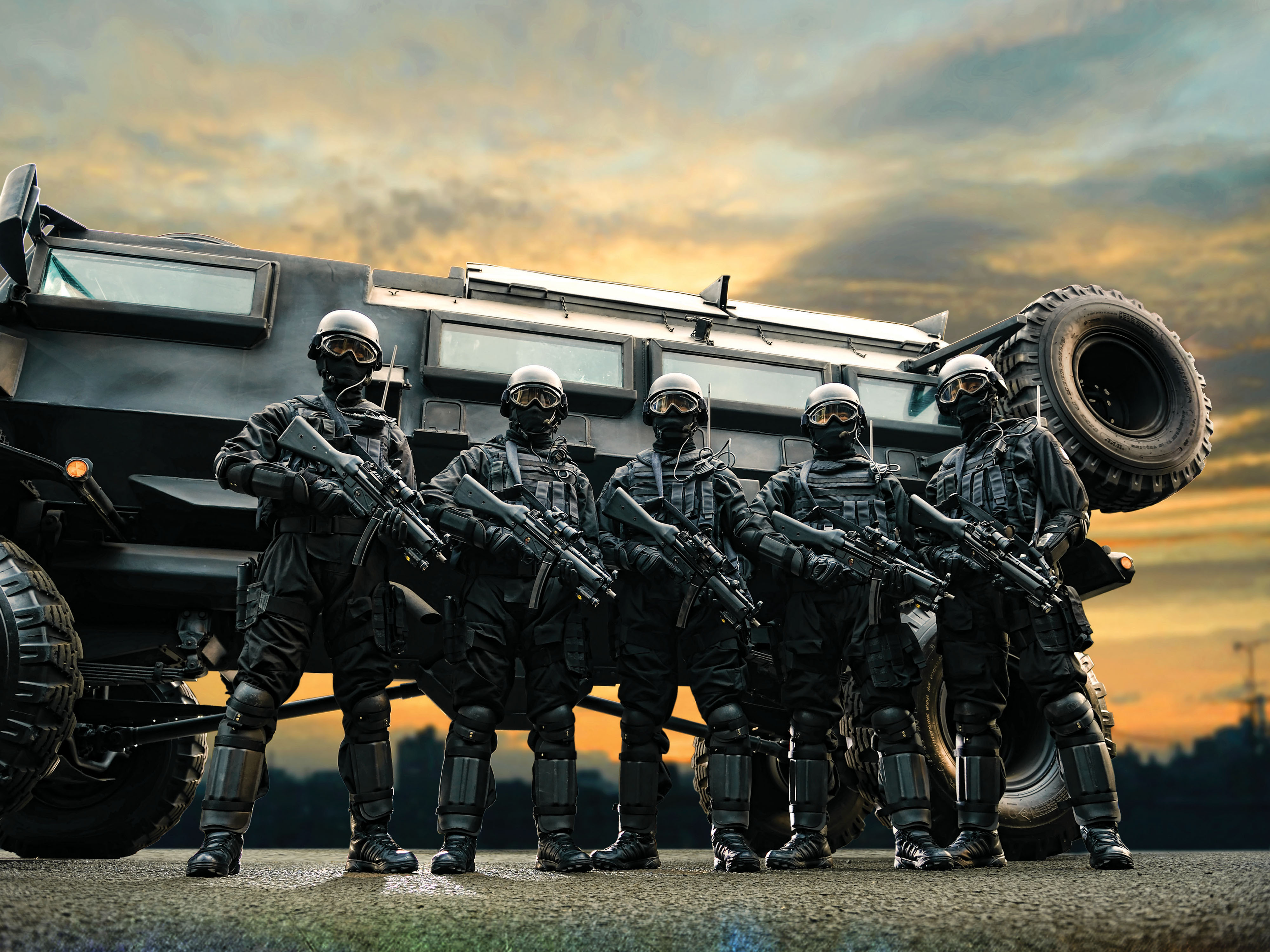
Membri dell'unità speciale anti-terrorismo Sat-81 del Kopassus fotografati nel 2010

Nel 1985 l'unità fu riorganizzata ancora una volta al fine di snellire gli organici e puntare di più sulla qualità. Ribattezzata Komando Pasukan Khussus o Kopassus ("Comando Forze Speciali"), l'unità fu ristrutturata su un organico di 2500 uomini ripartiti in due gruppi di commando paracadutisti (1º e 2º Gruppo), l'unità speciale Satuan 81 o Sat-81 ("Distaccamento-81") specificamente addestrata alle operazioni anti-terrorismo e di liberazione ostaggi e la scuola di addestramento delle forze speciali di Batujajar.
Negli anni 1990 il Kopassus continuò a essere impiegato come forza di repressione dei guerriglieri indipendentisti nel corso della perdurante occupazione indonesiana di Timor Est; tali azioni comportarono anche attacchi nei confronti della popolazione civile, distruzioni di villaggi sospettati di appoggiare i guerriglieri e numerosi casi di violazione dei diritti umani. Il Kopassus operò anche come strumento di repressione interna nei confronti degli oppositori del regime di Suharto e di attivisti politici ostili alla dittatura, rendendosi responsabile di sparizioni forzate, arresti arbitrari ed esecuzioni sommarie; dal dicembre 1995 l'unità fu al comando del colonnello Prabowo Subianto, genero dello stesso Suharto. Nel maggio 1996 un distaccamento di 100 uomini del Kopassus fu impegnato nella liberazione di un gruppo di ostaggi preso dai guerriglieri dell'Organasi Papua Merdeka nel villaggio di Mapenduma nella Reggenza di Jayawijaya: dopo il fallimento dei negoziati per il rilascio degli ostaggi il Kopassus assaltò il villaggio e li liberò, anche se due di essi rimasero uccisi nello scontro.
Il regime di Suharto collassò infine nel maggio 1998 a causa delle poteste di piazza e della pessima situazione economica interna; il nuovo governo di B. J. Habibie si impegnò in una riforma in senso democratico della nazione, approvando anche l'indizione di un referendum nel 1999 per l'autodeterminazione di Timor Est, costituita infine come Stato indipendente nel 2002 dopo un ultimo periodo di violenze interne. La transizione democratica comportò un periodo di riorganizzazione e riaddestramento del Kopassus, curando in particolare il rispetto delle norme internazionali in materia di diritti fondamentali; questo comportò una ripresa dei contatti militari e degli addestramenti congiunti con le forze speciali dei paesi occidentali, interrotte negli ultimi anni della dittatura di Suharto: in particolare, l'Australia riprese le attività di cooperazione con il Kopassus nel 2005 e gli Stati Uniti d'America nel 2010. Elementi del Kopassus furono ancora coinvolti, negli anni 2010, in casi di violazione dei diritti umani e uccisioni arbitrarie, per quanto in questi casi i responsabili furono processati e condannati dai tribunali indonesiani.

## Struttura
A seguito di una nuova riorganizzazione alla fine degli anni 1990, il Kopassus annovera un organico di circa 6000 uomini ripartiti in sei unità principali:
- il quartier generale dell'unità, con sede a Cijantung vicino Giacarta;
- due gruppi di commando paracadutisti, il 1º Gruppo con sede a Serang e il 2º Gruppo con sede a Kartasura, ciascuno con un organico di circa 2000 uomini;
- l'unità speciale anti-terrorismo Sat-81, con sede a Cijantung e un organico di circa 800 uomini;
- il 4º Gruppo "Sandi Yudha", un'unità specificamente addestrata alle operazioni clandestine e di intelligence, con sede a Cijantung e un organico di circa 200 uomini;
- la scuola di addestramento delle forze speciali (Pusat Pendidikan Pasukan Khusus), con sede a Batujajar e un organico di circa 500 uomini.

In aggiunta, l'unità della guardia presidenziale indonesiana (Paspampres) dipende organicamente dal quartier generale del Kopassus.